# Teoria charakterystycznego świadczenia
Teoria charakterystycznego świadczenia – teoria ostatecznie sformułowana przez Adolfa Schnitzera. Teoria ta zakłada, że "stosunek zobowiązaniowy powinien podlegać prawu państwa, z którym - za pośrednictwem domicylu lub siedziby - powiązana jest strona zobowiązana do spełnienia świadczenia dla danego stosunku charakterystycznego (z reguły niepieniężnego)".